# Mohammed Emwazi
Mohammed Emwazi, ursprungligen Muhammad Jassim Abdulkarim Olayan al-Dhafiri, född 17 augusti 1988, död 12 november 2015, var en brittisk IS-krigare som tros vara personen som ses i flera videoklipp producerade av den islamistiska terroristorganisationen IS som visade halshuggningar under 2014 och 2015. En grupp av hans gisslan gav honom smeknamnet "John" eftersom han var en del av en terroristgrupp med engelska accenter som de kallade "The Beatles". Medierna började senare omnämna honom som "Jihadi John".  
Den 12 november 2015 rapporterade amerikanska tjänstemän att Emwazi hade drabbats av en drönarattack i Raqqa i Syrien. Hans död bekräftades av IS i januari 2016.